# Hartmut Delmas
Hartmut Delmas (* 23. Juni 1941 in Hamburg; † 30. Dezember 2014) war ein Hamburger Universitätsdozent und Sozial- und Hochschulpolitiker.

## Leben und Werk
Hartmut Delmas wurde in Hamburg geboren, wo er auch die alte Gelehrtenschule Johanneum besuchte. Dort erwarb er u. a. Kenntnisse der Altphilologie, der Sprachwissenschaften und der klassischen Literatur, die er während seiner Tätigkeit als Hochschullehrer, stets kritisch gegenüber Herrschaftswissen, nutzen konnte.
Nach Abschluss des Staatsexamens in den Fächern Deutsch und Geschichte im Jahr 1968, nach ersten Hilfskraftstellen und Lehraufträgen, trat er als Dozent für deutsche Sprache und Literatur mit dem Schwerpunkt Deutsch als Fremdsprache (Wissenschaftssprache) in das damalige Literaturwissenschaftliche Seminar (heute aufgegangen im Institut für Germanistik) ein.
Seine Mitgliedschaft im Studierendenparlament und als AStA- (Allgemeiner Studierenden Ausschuss) Referent für Internationale Hochschulbeziehungen führten Delmas in die Politik. 1969 war er Hamburger Bundestagskandidat, erhielt jedoch kein Mandat. Als Dozent ab 1970 engagierte sich Delmas verstärkt in der Hochschulpolitik. Er war langjähriges Mitglied in wichtigen Gremien der Universität, so im Konzil, Akademischen Senat, im Fachbereichsrat Sprach-, Literatur- und Medienwissenschaft, im Kuratorium des Instituts für Friedensforschung und Sicherheitspolitik, sowie in der Kommission für die Zusatzausbildung von Lehrern verschiedener Muttersprachen. 1983 war Delmas einer der Mitbegründer des Studienschwerpunkts ‘Interkulturelle Literaturwissenschaft und Deutsch als Fremdsprache’ im Fach Deutsche Sprache und Literatur. Er war ein entschiedener Anwalt der demokratischen Selbstverwaltung der Universität und ihres Umbaus von einer alten Ordinarienuniversität hin zu kommunitären demokratischen Strukturen.
Die Lehrveranstaltungen im Bereich Deutsch als Fremdsprache (DaF) und sein hingebungsvoller Einsatz für ausländische Studierende waren legendär, seine DaF-Seminare zogen oft mehr als 150 Studierende an und fanden in großen Hörsälen statt. Für seine Verdienste um ausländische Studierende und die internationale akademische Verbindungsarbeit, erhielt Delmas im Jahr 2000 einen vom Bundesminister des Auswärtigen, Joschka Fischer, für besondere Verdienste um das Ausländerstudium gestifteten Preis im alten Bonner Plenarsaal des Bundestags.
Die Verbindungsarbeit mit ausländischen Germanisten führte Delmas u. a. als stellvertretenden Vorsitzenden des Arbeitskreises Deutsch als Fremdsprache beim DAAD sowie als Gastdozent und Vortragenden in verschiedene internationale Hochschulen, besonders in den USA; in Europa u. a. auch nach Schweden und Portugal. Delmas koordinierte internationale Austausch- und Studienprogramme für die Universität Hamburg, so mit den amerikanischen Universitäten Cornell University, Indiana University, Purdue University, Ohio State University sowie mit dem Smith College. Vielen engagierten Hamburger Germanistikstudierenden verhalf er zu Stellen als Sprachlehrer und Gastdozenten im Ausland.
In den 1970er und 1980er Jahren veröffentlichte Delmas im Rahmen der Konstituierung der Fachdisziplin Deutsch als Fremdsprache wichtige Essays und ein Lehrwerk zur Landeskunde. Thema vieler seiner Beiträge ist das unterschiedliche Profil einer Germanistik als Muttersprachenphilologie und als Fremdsprachenphilologie. In seinen Schriften findet sich ein entschiedenes, breit rezipiertes Votum gegen die damals propagierte Ausgliederung des Germanistikstudiums von Ausländern (‘Heidelberger Modell’), die er aus ausführlich dargelegten fachwissenschaftlichen und sozialpsychologischen Gründen ablehnt. Weiter widmete sich Hartmut Delmas in seinen Veröffentlichungen der theoretischen und methodischen Fundierung einer deutschsprachigen Landeskunde. Er argumentiert für eine Integration von Sprachunterricht und Landeskunde, wobei er dafür eintritt, die Studierenden mit den „Sprach- und Textumgebungen“ deutschsprachiger Äußerungen früh vertraut zu machen. Der Sprachkenner müsse immer auch ein „Landeskenner“ sein.
Im Dezember 2014 starb Delmas nach langer schwerer Krankheit. Obwohl er bereits 2006 in den Ruhestand gegangen war, hatte er bis kurz vor seinem Tod noch an DaF Veranstaltungen und Sprachprüfungen teilgenommen. Seine Frau Janet, die viele Jahre in der Pressestelle der Universität gearbeitet hatte und ihn in seiner Arbeit selbstlos unterstützte, war ihm schon im Juni 2010 vorangegangen.

## Veröffentlichungen (Auswahl)
- Hartmut Delmas (zusammen mit Dietrich Eggers und Annelie Wendt), Erfassen und Einordnen (1991), Huber, ISBN 978-3-19-001448-4
- Hartmut Delmas, 'Mannheimer Gutachten', Informationen Deutsch als Fremdsprache, vol. 5, no. 6, 1978, pp. 22–32. doi:10.1515/infodaf-1978-050608